# Союз Евангелическо-лютеранских церквей
Союз Евангелическо-лютеранских церквей (Союз ЕЛЦ) — объединение лютеранских региональных церквей и общин на территории России и других государств постсоветского пространства. Союз Евангелическо-лютеранских церквей объединяет около 600 общин, 400 из которых находятся на территории РФ, и насчитывает около 250 тыс. членов.
Союз ЕЛЦ учреждён на основе заключённого между зарегистрированными религиозными организациями договора о сотрудничестве и партнёрстве и не является самостоятельным юридическим лицом согласно государственному праву. Является членом Всемирной лютеранской федерации с 1989 года.

## История
13 ноября 1988 года, с благословения рижского архиепископа Евангелическо-лютеранской церкви Латвии Эрика Местерса, в Риге было провозглашено создание Немецкой евангелическо-лютеранской церкви в СССР (Deutsche Evangelische-Lutherische Kirche in der Sovjetunion), во главе которой стал Харальд Калныньш, в 1990 году им были назначены Епископский совет и Консистория. В конце 1991 года она была переименована в Немецкую евангелическо-лютеранскую церковь в республиках Востока, но Министерство юстиции РФ новое название не утвердило, после чего церковь была переименована в Евангелическо-лютеранскую церковь в России и других государствах или ELKRAS (нем. Evangelisch-Lutherische Kirche in Russland und anderen Staaten). 14 мая 1992 года были назначены 2 епископских визитатора (духовные руководители епархий, которые постоянно живут в Германии): епископ (на пенсии) Мекленбурга Генрих Ратке был определен для визитации Казахстана, пастор Зигфрид Шпрингер из Ганновера - для европейской части России. I Генеральный синод прошёл в 1994 году на котором был избран новый епископ, а на II Генеральном синоде в 1998 году был принят постоянный устав. После утверждения нового церковного Устава, 25 августа 1999 года религиозная организация была зарегистрирована в Министерстве юстиции РФ как Евангелическо-Лютеранская Церковь в России, на Украине, в Казахстане и Средней Азии. С 2011 году носит современное название. 22 апреля 2015 года епископы церквей-участниц поставили свои подписи под Договором Союза ЕЛЦ, подтвердив уже сложившееся духовное единство и сотрудничество.

## Структура
В Союз ЕЛЦ входят:
- Евангелическо-лютеранская церковь Европейской части России (ЕЛЦ ЕР)
- Евангелическо-лютеранская церковь Урала, Сибири и Дальнего Востока (ЕЛЦ УСДВ)
- Евангелическо-лютеранская церковь Ингрии (ЕЛЦИ)
- Немецкая евангелическо-лютеранская церковь Украины (НЕЛЦУ)
- Евангелическо-лютеранская церковь в Грузии и на Южном Кавказе (ЕЛЦГ), включает общины Грузии и Абхазии, Азербайджана и Армении
- Евангелическо-лютеранская церковь в Республике Казахстан (ЕЛЦ РК)
- Евангелическо-лютеранская церковь в Киргизской Республике (ЕЛЦ КР)
- Евангелическо-лютеранская церковь в Узбекистане (ЕЛЦУ)

В состав также входит ряд автономных лютеранских общин:
- Евангелическо-лютеранская община св. Иоанна, Гродно, Белоруссия
- Евангелическо-лютеранская община свв. Петра и Павла, Витебск, Белоруссия

Ранее в Союз входили автономные общины Средней Азии:
- Евангелическо-лютеранская община Душанбе, Таджикистан
- Евангелическо-лютеранская община Иолотань, Туркменистан
- Евангелическо-лютеранская община, поселок Серахс, Туркменистан
- Евангелическо-лютеранская община, Туркменбаши, Туркменистан.

Учебным заведением Союза ЕЛЦ является Теологическая семинария Евангелическо-лютеранской церкви, располагавшаяся до 2020 года в деревне Новосаратовка Ленинградской области, а после — в Кафедральном соборе Петра и Павла в Санкт-Петербурге.

## Руководство
Духовным руководителем является архиепископ Евангелическо-лютеранской церкви России (до 1999 года — епископ), избираемый на Генеральном синоде на срок в 6 лет.
- 1989—1994 Харальд Калныньш (с 1977 года — суперинтендент)
- 1994—2005 Георг Кречмар (с сентября 1994 по май 1999 года — епископ, в мае 1999 года возведён в сан архиепископа)[9]
- 2005—2009 Эдмунд Ратц[10]
- 2009—2012 Август Крузе
- 2014—2022 — Дитрих Брауэр (в 2012—2014 годах — исполняющий обязанности архиепископа, с 2022 года занимает должность архиепископа-эмеритуса в связи с эмиграцией)[8]
- С 2022 — Владимир Проворов[8]

Канцелярия архиепископа и Центральное Церковное Управление расположены в Церкви Святых Петра и Павла в Санкт-Петербурге. Архиепископ ЕЛЦ России и епископы региональных церквей, а также их заместители образуют Епископский совет, председателем которого в настоящее время является епископ ЕЛЦ РК Юрий Новгородов. 
Высшим руководящим органом Союза ЕЛЦ является Генеральный Синод, созываемый каждые 5 лет. Текущее руководство осуществляется Генеральной консисторией, председателем которой является архиепископ, в состав которой помимо архиепископа входят члены Президиума Генерального Синода, 2 члена Епископского совета, а также Главный управляющий делами ЕЛЦ. Заседания Генеральной консистории проводятся не реже 2 раз в год.